# Synopsidia centralis
Synopsidia centralis là một loài bướm đêm trong họ Geometridae.